# Lepturges serenus
Lepturges serenus är en skalbaggsart som beskrevs av Monné 1977. Lepturges serenus ingår i släktet Lepturges och familjen långhorningar. Inga underarter finns listade i Catalogue of Life.